# マレーシアの国章
マレーシアの国章（マレーシアのこくしょう、マレー語: Jata Negara）は、1948年にマラヤ連邦のために制定された国章を基にしている。
この国章は盾（エスカッシャン）、盾を支える2頭のトラ（サポーター）、盾の上にある黄色い三日月と14個の頂点のある星（クレスト）、下のバナー（モットー）の各部分に分かれ、それぞれにマレーシアを構成する諸州を表すなどの意味がある。イギリス統治下で定められた植民地の紋章が基となっているため、西洋の紋章学的記述による部分が多い。

## 図柄
マレーシアの国章は、後ろ足で立ち上がるトラ2頭に支えられた盾となっている。盾の頂上には黄色い三日月と星からなるクレストが載っており、盾の下には国家の標語を書いたバナーが広がる。

### クレスト
三日月および14個の頂点のある星（連邦の星、フェデラル・スター）からなる黄色いクレストは、マレーシアの君主制を意味する。三日月はさらに国家の主要な宗教であるイスラム教を示し、フェデラル・スターはマレーシアの連邦を構成する13州と連邦直轄の首都クアラルンプールを意味する。
14個の頂点のある星は、元々シンガポール州も含むマレーの14州を表していた。シンガポールがマレーシアから分離した後も星の形状は変わらず、13州に加えて連邦直轄地を含むことに意味付けが変わっている。

### エスカッシャン（盾）
盾の図柄は、マレーシアの連邦を構成する諸州を象徴しており、以下のように分かれている。
- 盾の最上部はすべて赤地で、その上に5本のクリス（マレー人のシンボルでもあるマレー伝統の曲がった短剣）が描かれている。これはイギリス領マラヤのうち、マレー連合州を組織しなかった五つの非連合州（ジョホール、トレンガヌ、クランタン、クダ、プルリス）を表す。
- 盾の中段は赤・黒・黄・白の4色に塗り分けられているが、これはマレー連合州を組織していた各州の旗の色を表す。赤・黒・黄色はヌグリ・スンビラン、黒と白はパハン、黒・白・黄色はペラ、赤と黄色はスランゴールを表す。

残る部分は、その他4州およびマレーシア国家を意味する。
- 左のビンロウの木と斜張橋（ペナン橋）の絵はペナンを意味する。
- 右のマラッカノキ（アムラ、インディアン・グースベリー）はマラッカを意味する。
- サバの紋章は下部左側にある。
- サラワクの紋章は下部右側にある。
- その間の残る下部中央の1区画にはマレーシアの国花であるハイビスカスが描かれている。

### サポーター（トラ）
2頭のトラが後ろ足で立ち上がり盾を支えているが、トラは伝統的にマレーを象徴する生き物である。イギリス領マラヤのマレー連合州が成立する前からシンボルとして使われ、マラヤ連邦発足後も国章などに用いられた。トラは、力と勇気を象徴する。

### モットー
国章のうちのモットーは、盾の下に置かれたバナーに、ラテン文字とジャウィ文字によるマレー語で「統一は力」（Bersekutu Bertambah Mutu）と書かれている。当初は英語でも書かれていたが、独立後しばらくしてジャウィ文字表記のマレー語に置換された。

## 歴史

### 英領マラヤとマラヤ連合

マレー連合州の紋章

マレーシアの国章の起源は、イギリスによる植民地支配でマレー連合州（Federated Malay States, FMS）が形成された時期にさかのぼる。1895年、マレー連合州の旗の制定と同時に紋章も制定され、太平洋戦争での日本軍の占領をはさんで1948年のマラヤ連邦成立までの間使用された。この紋章も現行のマレーシア国章同様、盾と2頭のトラをあしらっていたが、クレストの部分に現在の「連邦の星」ではなく大英帝国の皇冠を用いて英国の王権下にあることを示していた。また盾のデザインは、マレー連合州がヌグリ・スンビラン、パハン、ペラ、スランゴールの4か国だけでしか構成されていなかったので、盾を縦横の線で4分割し、各国の旗の色に使われる4色で塗り分けていた。下のモットー部分はジャウィ文字で「Dipelihara Allah」（アラーの庇護の下で）と書かれ、両脇に頂点八つの星が配されていた。
1946年にマラヤ連合が成立し、マレー連合州の4州に非連合州5州と海峡植民地2州（シンガポールは参加せず）が加わることとなったが国章に変更はなく、1948年の連合解体までの間使われた。

### マラヤ連邦

マラヤ連邦の紋章

1948年にマラヤ連邦が成立すると国章も変更された。連邦の11州を盾の上に表すため、それまでのマレー連合州の4州を表す赤白黒黄に加え、上と左右に新たな区分けを行い、クレスト部分も皇冠に代えて11個の頂点のある「連邦の星」と黄色い三日月に変更した。モットーも英語とジャウィ文字で「Unity is Strength」と書くよう改められた。
盾の上の新たな区分け部分には、非連合州を表す5本のクリスを上方に、左と右に海峡植民地のペナンとマラッカの紋章をあしらった。ペナンの紋章はプリンス・オブ・ウェールズの紋章の下に城壁上部の模様があり波が描かれていた。マラッカの紋章は、ポルトガル人の要塞ファモサ（サンチャゴ砦）の門をあしらったものだった。

### マレーシア

シンガポール独立以前のマレーシアの紋章（1963年 - 1965年）

1963年のマレーシア成立でシンガポール、北ボルネオ（サバ）、サラワク植民地が合流すると国章にも変更が加えられた。星の頂上が14になったほか、マレー連合州の4州を表す赤白黒黄の部分はそれまでの分割方法では収まらなくなり並べ方が変えられ、盾も横へ広がり、トラの立ち位置などにも変更があった。国語をマレー語にしたため、モットーの中の英語部分も置き換えられた。あらたに加わった3州の紋章は盾の最下部に三つ並んで置かれたが、1965年にシンガポールが脱退したため、盾の下中央にあったシンガポールを表す三日月と星五つの図柄は1973年にマレーシアの国花であるハイビスカスに置き換えられた。マラッカ、ペナン、サラワクの紋章のうち、植民地の名残を残す部分も現行の図柄に置き換えられている。